# Aji Saka (cầu thủ bóng đá)
Aji Saka (sinh ra ở Malang, East Java ngày 23 tháng 2 năm 1991) là một cầu thủ bóng đá người Indonesia, hiện tại thi đấu cho Gresik United.